# Jerry LaCroix
Jerry LaCroix fue un saxofonista, teclista, armonicista, cantante y compositor norteamericano de blues, rock y rhythm and blues, nacido en Alexandria (Luisiana), el 10 de octubre de 1943, y fallecido el 7 de mayo de 2014.

## Historial
Su primer grupo, una banda de r&b, se denominó "The Boogie Kings", y con ellos editó tres álbumes: Purple and white album (Montel Michell Records, 1962), Blue eyed soul (idem, 1963) y Live at Bambou Hut, publicado en 1967. Después, colaboró con el grupo White Trash, liderado por el también saxofonista y cantante, Edgar Winter, hermano del guitarrista Johnny Winter, ambos albinos. Con él, participó en dos discos para Epic Records, en los años 1970 y 1971. También con Epic, publicó sus dos primeros discos como titular ("LaCroix", 1972, y "Second coming", 1974). Este mismo año, colaboró en el álbum "Very Rare" de T-Bone Walker, tocando la armónica.
Justo antes de salir su segundo álbum al mercado, Clive Davis le propuso unirse a Blood, Sweat & Tears, que iban a grabar un álbum e iniciar una gira. LaCroix se unió a la banda y compuso varios temas para el disco "Mirror image" (Columbia Records, 1974). También participó en la gira, aunque no llegó a finalizarla, debido a que no se encontró a gusto en la banda y por no lograr entenderse con su líder, Bobby Colomby. Tras abandonar al grupo, recibió una oferta de Rare Earth para incorporarse a la banda. Con ellos permaneció dos años y grabó dos discos para el sello Motown: "Back to earth" (1975) y "Midnight lady" (1976). Después de esto, estuvo un largo tiempo trabajando como músico de estudio, junto a su antiguo guitarrista Angel South, quien había estado durante algún tiempo en la banda Chase.
Volvió a colaborar con Edgar Winter (Recycled, 1977 y Not a kid anymore, 1994) y con otros músicos como Rick Derringer, Jerry Lighfoot o CC Adcock, ya en la década de 2000.